# طواف يوركشاير

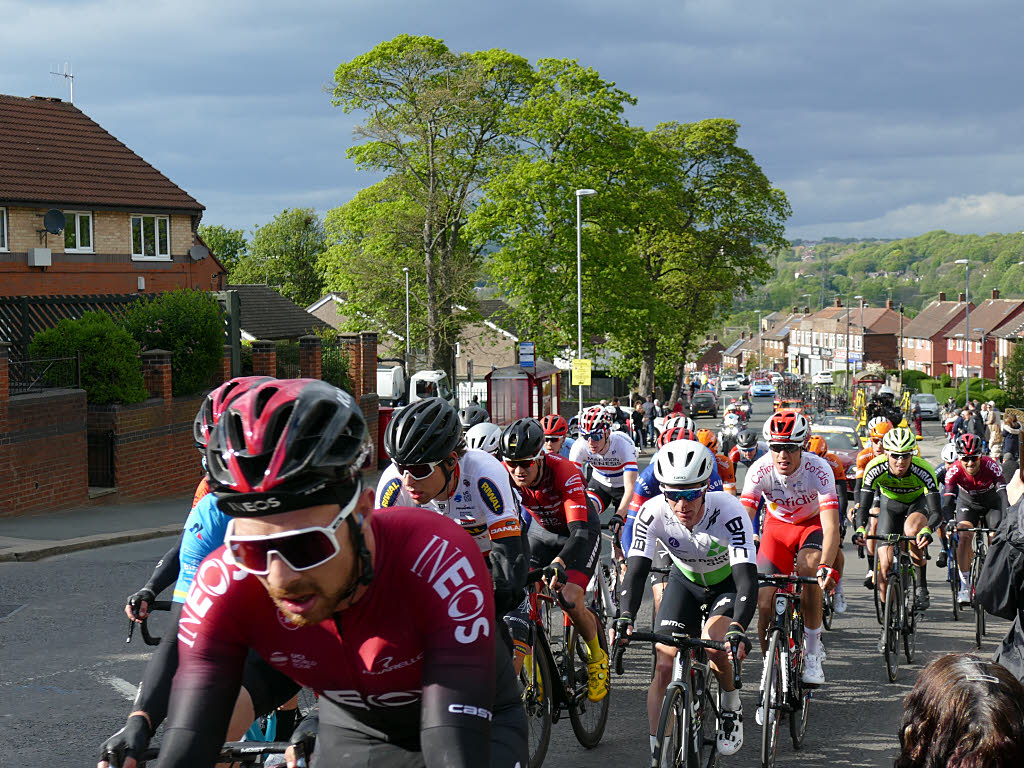

طواف يوركشاير (بالإنجليزية: Tour de Yorkshire)‏ هو سباق دراجات هوائية، من صنف سباق المرحلة،  بدأ في 2015 في المملكة المتحدة.

## تاريخ

### قائمة الفائزين
| السنة | الفائز             | الثاني          | الثالث          |                 |
| ----- | ------------------ | --------------- | --------------- | --------------- |
| 2015  | لارس بيتر نوردهاوق | صمويل سانتشيث   | توماس فوكلر     |                 |
| 2016  | توماس فوكلر        | نيكولاس روش     | أنتوني تورجيس   |                 |
| 2017  | سيرج باولس         | عمر فريل        | جوناثان إيفيرت  |                 |
| 2018  | جريج فان أفرمت     | إدوارد براديس   | سيرج باولس      |                 |
| 2019  | كريستوفر لوليس     | جريج فان أفرمت  | إدوارد دنبر     |                 |
| 2020  | تم إلغاء السباق    | تم إلغاء السباق | تم إلغاء السباق | تم إلغاء السباق |
| 2021  | تم إلغاء السباق    | تم إلغاء السباق | تم إلغاء السباق | تم إلغاء السباق |

## وصلات خارجية
- الموقع الرسمي